# Codex Petropolitanus
De Codex Petropolitanus (Gregory-Aland no. Π of 041, von Soden ε 73) is een van de Bijbelse handschriften. Het dateert uit de 9e eeuw en is geschreven met hoofdletters (uncialen) op perkament.

## Beschrijving
Het bevat de tekst van de vier Evangeliën met lacunes (Matteüs 3,12-4,17; 19,12-20,2; Lucas 1,76-2,18; Johannes 6,15-35; 8,6-39; 9,21-10,3). De gehele Codex Petropolitanus bestaat uit 350 bladen (14,5 x 10,5 cm). 
De Codex Petropolitanus geeft de Byzantijnse tekst weer. Kurt Aland plaatste de codex in Categorie V.

## Geschiedenis
Dit handschrift behoorde tot de familie in Smyrna Parodi in 1859 en kreeg op instigatie van de heer Parodi Tischendorfs de Russische Keizer. 
Het handschrift bevindt zich in de Russische Nationale Bibliotheek (Gr. 34) in Sint-Petersburg.